# AC Agrigento
AC Agrigento (wł. Associazione Calcio Agrigento) – włoski klub piłkarski, mający siedzibę w mieście Agrigento, na Sycylii, działający w latach 1929–1952 i 1994–1999.

## Historia
Chronologia nazw:
- 1929: Associazione Calcio Agrigento
- 1952: klub rozwiązano
- 1994: Associazione Calcio Agrigento
- 1999: klub rozwiązano – po fuzji z AS Akragas

Klub sportowy AC Agrigento został założony w miejscowości Agrigento w 1929 roku. Początkowo zespół rozgrywał mecze towarzyskie. Dopiero w sezonie 1931/32 debiutował w rozgrywkach Seconda Divisione Sicilia (D4). W 1932 roku awansował na rok do Prima Divisione. W 1935 jako trzeci poziom została wprowadzona Serie C, wskutek czego poziom Seconda Divisione został obniżony do piątego stopnia. W 1937 zespół awansował do Prima Divisione, a w 1939 do Serie C. W sezonie 1939/40 po 11.kolejce klub zrezygnował z dalszych występów w grupie H Serie C, po czym zawiesił swoją działalność na rok. Po roku nieaktywności w sezonie 1941/42 znów startował w Prima Divisione, zdobywając awans do Serie C. W 1943 roku na terenie Włoch rozpoczęto działania wojenne II wojny światowej, wskutek czego mistrzostwa 1943/44 zostały odwołane.
Po zakończeniu II wojny światowej, klub wznowił działalność i w sezonie 1947/48 ponownie startował w Serie C. W 1948 roku w wyniku reorganizacji systemu lig zespół został zdegradowany do Promozione (D4). W 1952 roku klub ogłosił upadłość i potem został rozwiązany.
W 1994 klub został reaktywowany z historyczną nazwą AC Agrigento i startował w Promozione Sicilia (D7). W 1997 awansował do Eccellenza Sicilia, a w 1998 do Campionato Nazionale Dilettanti. Ale po roku spadł z powrotem do Eccellenza Sicilia. Latem 1999 po fuzji z AS Akragas klub przyjął nową nazwę Akragas Calcio i kontynuował tradycje Akragasu.

## Barwy klubowe, strój
|  |  |

Klub ma barwy biało-niebieskie. Zawodnicy domowe spotkania zazwyczaj grają w pasiastych pionowo biało-niebieskich koszulkach, niebieskich spodenkach oraz niebieskich getrach.

## Sukcesy

### Trofea międzynarodowe
Nie uczestniczył w rozgrywkach europejskich (stan na 31-05-2020).

### Trofea krajowe
| \| \| Zdobyte trofea w rozgrywkach Włoch (stan na: 31-08-2020) \| |                                                          |      |          |
| Rozgrywki                                                         | Osiągnięcie                                              | Razy | Sezon(y) |
| · Mistrzostwo                                                     | I miejsce                                                | 0    |          |
| · Mistrzostwo                                                     | II miejsce                                               | 0    |          |
| · Mistrzostwo                                                     | III miejsce                                              | 0    |          |
| · Puchar                                                          | zdobywca                                                 | 0    |          |
| · Puchar                                                          | finalista                                                | 0    |          |
| · Puchar                                                          | 1/128 finału                                             | 1    | 1939/40  |
| II liga                                                           | I miejsce                                                | 0    |          |
| II liga                                                           | II miejsce                                               | 0    |          |
| II liga                                                           | III miejsce                                              | 0    |          |
| Włochy                                                            | Zdobyte trofea w rozgrywkach Włoch (stan na: 31-08-2020) |      |          |

- Serie C (D3):
  - 6.miejsce (1x): 1942/43 (N)

## Struktura klubu

### Stadion
Klub piłkarski rozgrywa swoje mecze domowe na Stadio Piano Sanfilippo, w mieście Agrigento.

### Derby
- AS Canicattì
- SC Gela
- Licata Calcio
- Palermo FC